# Cerkiew św. Aleksandra Newskiego w Wilnie

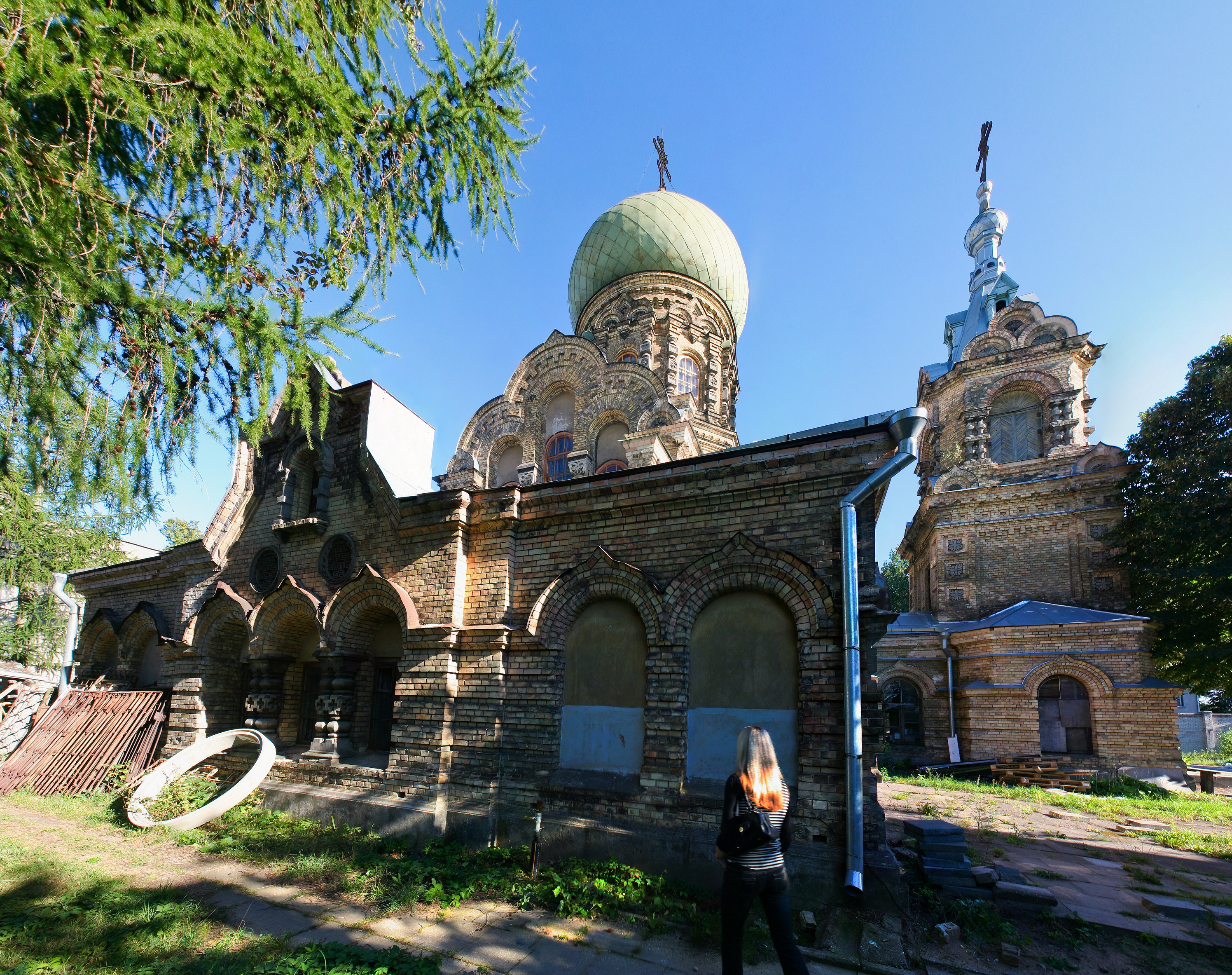
Stan przed remontem

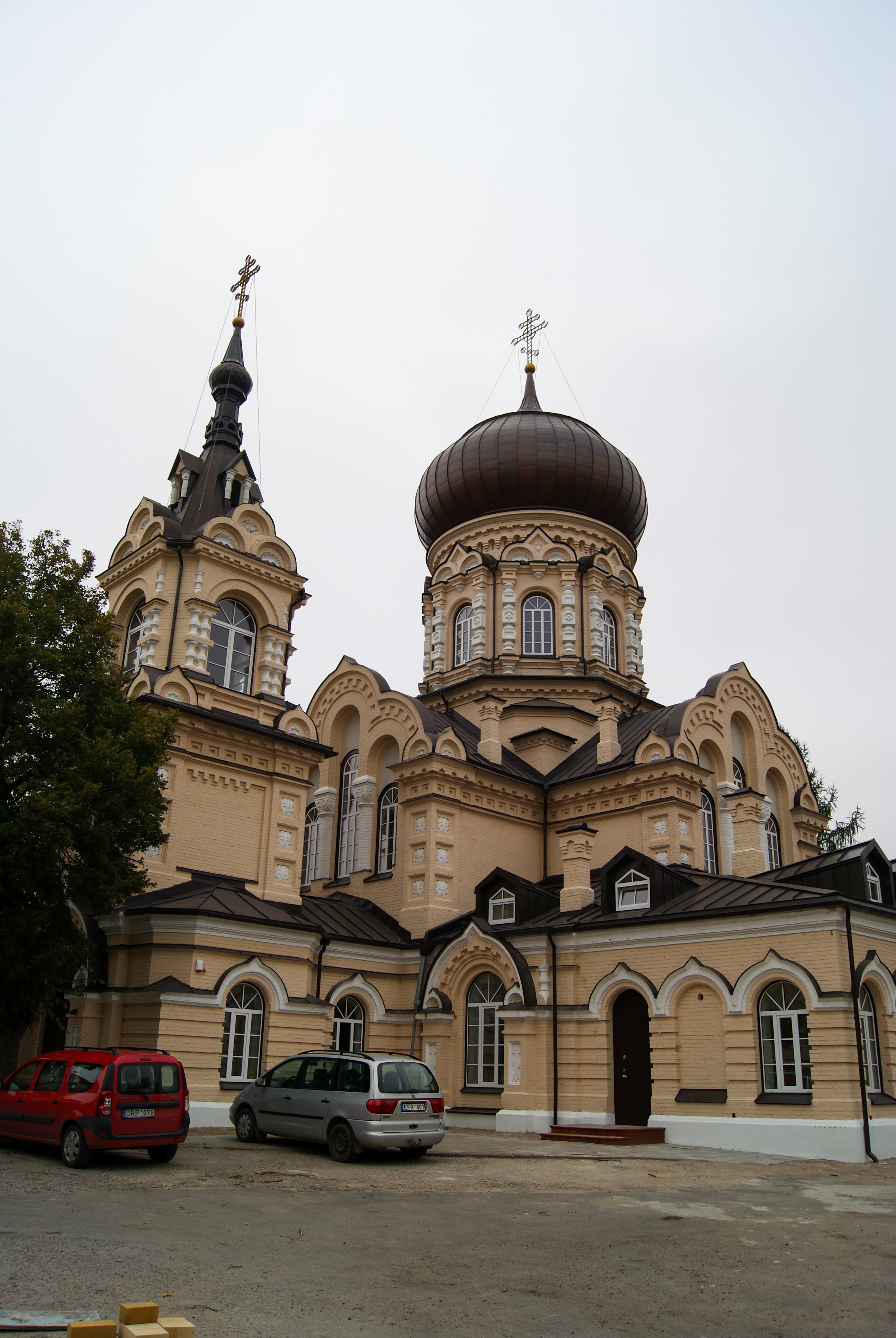
Cerkiew po restytucji parafii i remoncie, stan z 2013

Cerkiew św. Aleksandra Newskiego – prawosławna cerkiew w Wilnie, w dzielnicy Nowy Świat, wzniesiona w 1898.

## Historia

### Budowa
Z inicjatywą budowy cerkwi w dzielnicy Naujinnikai (Nowy Świat) wystąpiło wileńskie prawosławne Bractwo Świętego Ducha, zwracając w 1895 uwagę lokalnych władz na brak świątyni prawosławnej w części miasta na południe od dworca kolejowego, poza cmentarną cerkwią św. Eufrozyny. W roku następnym arcybiskup wileński i litewski Hieronim poświęcił kamień węgielny pod budowę cerkwi. Jej głównym fundatorem było Bractwo Świętego Ducha, które przekazało na ten cel sumę 16 tys. rubli. Dalsze 1,5 tys. rubli przekazali inni ofiarodawcy. Od początku planowano umieścić przy cerkwi również szkołę, osobno dla chłopców (dwa lata nauki) i dziewczynek (rok). Projekt budynku wykonał architekt wileński Michaił Prozorow, autor projektów również innych cerkwi wileńskich – św. Michała Archistratega oraz ikony Matki Bożej „Znak”.

### Pierwsze lata istnienia
Gotowy budynek poświęcił 28 października 1898 arcybiskup wileński i litewski Juwenaliusz. Szkoła przy cerkwi działała do 1915, natomiast sama świątynia była nadal czynna. W 1923 cerkwi została podporządkowana prawosławna świątynia św. Eufrozyny Połockiej, dotąd parafialna.

### Cerkiew klasztorna
W 1937 do budynków przy cerkwi św. Aleksandra Newskiego przeniesiona została siedziba żeńskiego monasteru św. Marii Magdaleny w Wilnie, który w okresie międzywojennym zajmował kilka pomieszczeń w obiektach monasteru Świętej Trójcy przy ul. Ostrobramskiej. Mniszki, przy finansowej pomocy wiernych, dokonały generalnego remontu cerkwi, zaadaptowały dawne budynki szkolne na cele, zaś wokół zabudowań urządziły sad i ogród.
W 1939 metropolita warszawski Dionizy, w dowód znaczenia monasteru św. Marii Magdaleny dla prawosławia na ziemiach litewskich, przekazał dla cerkwi ikony św. Hioba Poczajowskiego i św. Marii Magdaleny z ich relikwiami. Przez cały okres II wojny światowej świątynia była czynna, pozostając pod opieką zakonnic.
10 lipca 1944 cerkiew poważnie ucierpiała wskutek nalotu na wileński dworzec kolejowy. Zniszczona została główna kopuła i dzwonnica, uszkodzone zabudowania mieszkalne. Niemal całkowitej destrukcji uległo również oryginalne wyposażenie wnętrza. W związku z tym w pierwszych latach po wojnie funkcję cerkwi spełniała prowizoryczna kaplica domowa urządzona w prawym skrzydle kompleksu budynków. W 1947 zakonnice zakończyły odbudowę pomieszczeń mieszkalnych i dzwonnicy. W dwa lata później odbudowano główną kopułę.
Równolegle prowadzone były prace nad rekonstrukcją wnętrza cerkwi. 8 listopada 1951 arcybiskup wileński i litewski Focjusz (Tapiro) dokonał ponownego poświęcenia budynku. Cztery lata później, przy finansowej pomocy patriarchatu moskiewskiego, rozbudowano obiekty klasztorne.

### Zamknięcie cerkwi
Planowane były dalsze prace nad rozbudową cerkwi i klasztoru, jednak 12 czerwca 1959, mimo protestów parafian, zarówno monaster, jak i cerkiew zostały usunięte z rejestru czynnych prawosławnych obiektów sakralnych. Parafianie wystosowali w tej sprawie list do Nikity Chruszczowa, prosząc o uwzględnienie znaczenia cerkwi dla południowych dzielnic Wilna, jednak bez rezultatu. 28 sierpnia 1960 ostatnie zakonnice opuściły obiekty monasterskie. Mniszki zamieszkały w jednym z budynków męskiego monasteru Świętego Ducha w Wilnie, niektóre przeniosły się do Monasteru Piuchtickiego.
Jako obiekt zabytkowy cerkiew stała się formalnie własnością Ministerstwa Kultury Litewskiej Republiki Radzieckiej, które urządziło w dawnych budynkach klasztornych placówkę wychowawczą, nie zajmując się zupełnie konserwacją cerkwi, w której urządzono magazyn, dzieląc nawę na mniejsze pomieszczenia. Dopiero po 1990 eparchia wileńska i litewska Rosyjskiego Kościoła Prawosławnego odzyskała budynek razem z cerkwią św. Paraskiewy w Wilnie. Z wnętrza cerkwi św. Aleksandra Newskiego usunięto elementy wprowadzone po jej zamknięciu, rozpoczęto również remont obiektu. Cerkiew była do 2012 zarejestrowana jako siedziba parafii, jednak nabożeństwa nie były w niej odprawiane, zaś prace nad odtworzeniem pierwotnego wyglądu budynku trwały.

### Reaktywacja
Ostatecznie w grudniu 2012 cerkiew została przywrócona do użytku liturgicznego jako parafialna. Nabożeństwa odbywają się w niej regularnie od 6 grudnia, gdy wspominana była pamięć patrona świątyni. W 2015 żeński monaster św. Marii Magdaleny powrócił do znajdujących się przy niej obiektów i cerkiew służy równocześnie jako parafialna i klasztorna.

## Architektura
Cerkiew św. Aleksandra Newskiego reprezentuje styl rosyjsko-bizantyjski. Jej najwyższym punktem jest kopuła zwieńczona krzyżem prawosławnym, umieszczona na okrągłym bębnie. Gmach wzniesiony jest na planie krzyża greckiego, jest trójdzielny. Wejście do cerkwi prowadzi przez przedsionek, ponad którym wzniesiona jest zwieńczona niewielką cebulastą kopułą z krzyżem wieża-dzwonnica. Poniżej obydwu kopuł znajdują się rzędy półkolistych okien oraz dekoracje w postaci sztukaterii.